# Seanad Éireann
A Seanad Éireann (IPA: [ˈʃan̪ˠəd̪ˠ ˈeːɾʲən̪ˠ]; jelentése: "Írország szenátusa") az Oireachtas felsőháza.
Általában Seanadnak vagy Szenátusnak, tagjait pedig szenátoroknak (írül egyes számban seanadóir, tsz.-ban seanadóirí, ) nevezik. A Dáil Éireann-nal ellentétben nem közvetlenül választják, hanem különféle módszerekkel választják a tagjait. Hatásköre jóval kisebb, mint a Dáilé, vétójoga nincs így azon törvényjavaslatok elfogadását, melyekkel nem ért egyet csak halogatni tudja. A szenátus megalakulása óta a Leinster House-ban ülésezik.

## Fordítás
Ez a szócikk részben vagy egészben  a   Seanad Éireann című angol Wikipédia-szócikk ezen változatának fordításán alapul.  Az eredeti cikk szerkesztőit annak laptörténete sorolja fel. Ez a jelzés csupán a megfogalmazás eredetét és a szerzői jogokat jelzi, nem szolgál a cikkben szereplő információk forrásmegjelöléseként.